# 棄權票
棄權票（Abstention vote），為逆反票的一種。選民表示候選人沒有一位值得選擇，或是另類示威。此外，棄權票在議會亦是投票的一種分式，是代表一種作為表態的方式，代表既不願意投下贊成票，亦不願意投下反對票的政治表態。

## 各國議會
棄權票在議會亦是投票的一種分式，是代表一種作為表態的投票方式，代表既不願意投下贊成票，亦不願意投下反對票的政治表態。
此外，棄權票也是在議會制國家進行信任投票的一種，當一個政黨無法單獨組建聯合政府，需要與其他政黨組成聯合政府。政黨或與一些小政黨達成協議，以換取他們的支持。政黨投棄權票，讓有關政黨能夠組成少數派政府，政黨在閣外支持信任動議。實行的國家如葡萄牙、西班牙、愛爾蘭、丹麥、挪威、瑞典等。

## 香港
一般來說，投空白票屬無效票視同棄權，不列入結果。但依現行香港《行政長官選舉條例》，需全體選舉委員過半數有效票才能當選，投空白票或其它無效票太多可令候選人達不到門檻而無法選出行政長官。
另外，在香港立法會，當表決時棄權不投票（沒有按鈕），也常被視為另外一種的棄權票。立法會需要經分組點票的動議，必須要在地方選區及功能界別議員分別過半數贊成才可獲得通過，由於贊成票必須過半，因此投棄權票實際上操作也是投反對票。出席會議議員的過半數票，是指在出席會議的議員中，表決贊成的人數多於其他議員合計的人數，包括表決反對、放棄表決及出席會議但不作表決的議員，不列入點票結果。
「完善」選舉制度之後，將煽惑不投票或投白票等行為列為刑事罪行，但不投票或投白票為合法行為。